# Christian Rutenberg
Diedrich Christian Rutenberg (Brema, 11 giugno 1851 – Madagascar, 25 agosto 1878) è stato un botanico ed esploratore tedesco.

## Biografia
Studiò medicina e scienze naturali a Jena e a Heidelberg, dove uno dei suoi istruttori era Ernst Haeckel. Nel 1872, con Haeckel, partecipò alle indagini scientifiche in Montenegro e in Dalmazia. Dopo aver conseguito il dottorato di medicina (1875), studiò oftalmologia e trascorse il suo tempo come medico militare in Serbia.
Nel 1877, si trasferì in Sudafrica, dove raccolse i campioni botanici in Natal e Transvaal, poi in Mozambico, Mauritius e Madagascar. Raccolse anche dei campioni sulla costa nord-occidentale del Madagascar. All'età di 27 anni, fu assassinato dagli abitanti del Madagascar.
I suoi esemplari provenienti dal Madagascar, infine, entrarono in possesso al botanico Franz Georg Philipp Buchenau.
Il genere Rutenbergia (Geh. & Hampe ex Besch., 1880) è stato nominato in suo onore.